# Акведук Свободных Вод
Акведук Свободных Вод (Акведук Свободной Воды; порт. Aqueduto das Águas Livres) — гидротехническое сооружение в Лиссабоне, один из самых замечательных примеров португальской инженерии XVIII века.
Основная часть акведука из 127 арок имеет протяжённость в 14 256 м, но вся сеть водосбора достигает в длину в общей сложности 58 135 м подземных и надземных каналов и галерей.

## История
Лиссабон издавна страдал от нехватки питьевой воды, поскольку в устье реки Тежу, на котором стоит город, она была солоноватой из-за приливного притока океана. Единственным районом с надёжным водоснабжением родниковой водой была Алфама. С ростом города за пределы средневековых стен нагрузка на водоснабжение возрастала. Идея использовать воду из других рек возникла ещё у римлян во времена их господства в регионе.
В 1571 году Франсиско де Оланда предложил королю Себастьяну использовать остатки римской системы водоснабжения. Снова предложение об использовании всё ещё жизнеспособных акведуков римской эпохи было сделано в 1620 году Филиппу II. Король ввёл налог для финансирования проекта, однако собранные средства в итоге были направлены на благотворительность.
В 1728 году, при короле Жуане V, продолжающиеся проблемы с водой снова привлекли внимание городской администрации. Для оплаты строительства был введён дополнительный налог на определённые продукты питания. Через год была назначена комиссия из трёх архитекторов (итальянец Антонио Каневари, португалец Мануэль да Майя, немец Жоан Фредерико Людовиче) для проектирования акведука над долиной реки Алкантара с целью доставки воды из источников в Канесаше.

## Строительство
Строительство началось в 1731 году под руководством Антонио Каневари. В 1733—1736 годах проектом руководил Мануэль да Майя, которого в свою очередь сменил Кустодиу Виейра (порт. Custódio Vieira), остававшийся на этом посту до самой смерти. Именно ему принадлежит авторство центральной части акведука, завершённой в 1744 году и считающейся шедевром инженерного искусства эпохи барокко — 21 круглая и 14 стрельчатых арок над долиной Алкантара, общей длиной 941 м и высотой до 65 м.
После этого руководство проектом до его окончания перешло к венгру Карлосу Марделю, который решил включить в конструкцию проходы, позволяющие горожанам пересекать долину Алкантара по пути из Лиссабона в лес Монсанту. Для этого в конструкции толщиной 3,5 м были проложены два коридора шириной 66 см, разделённые галереей, по которой транспортируется вода. Для соединения проходов имеются световые люки, позволяющие перейти с одной стороны галереи на другую.

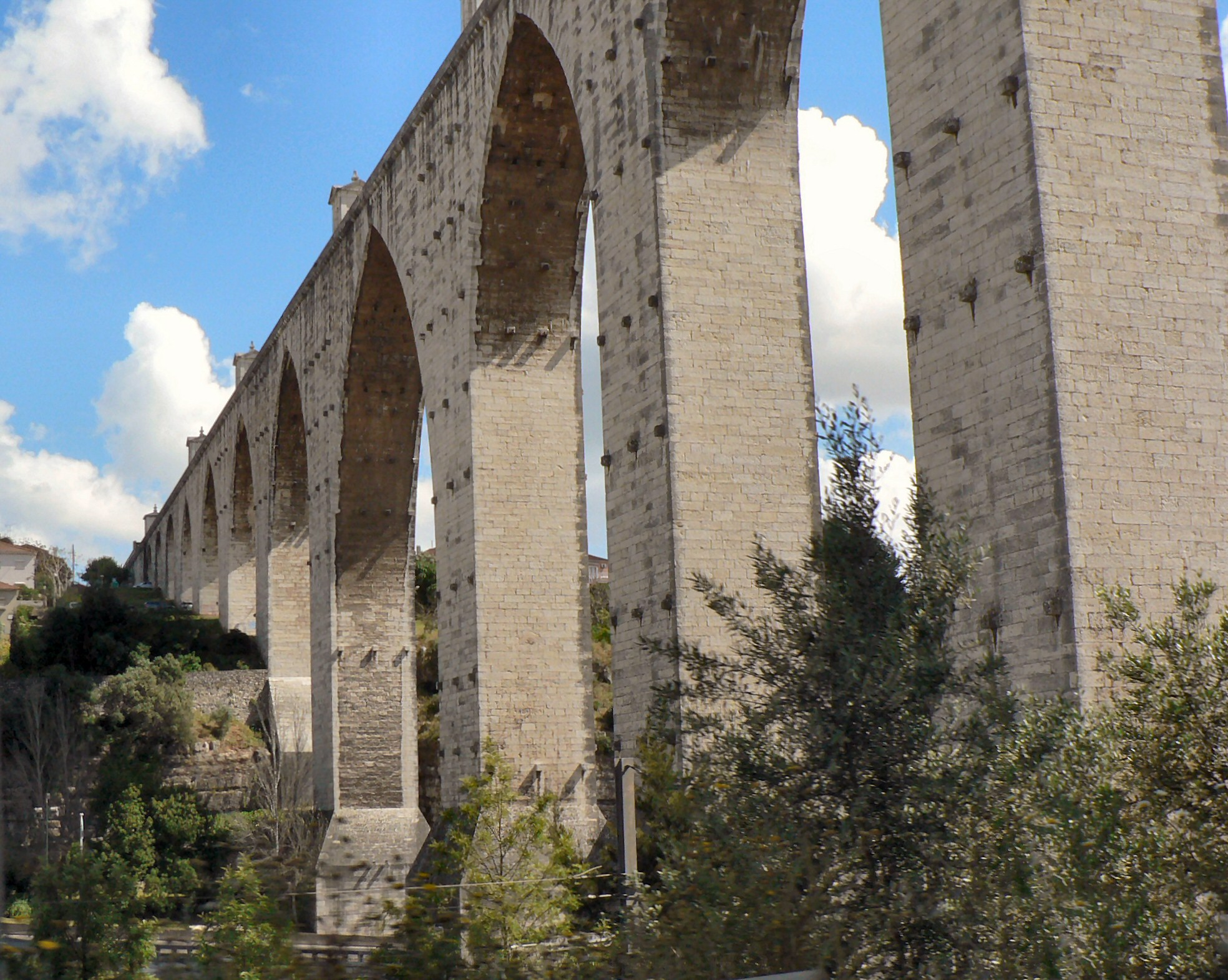
Выступающие камни — крепления строительных лесов
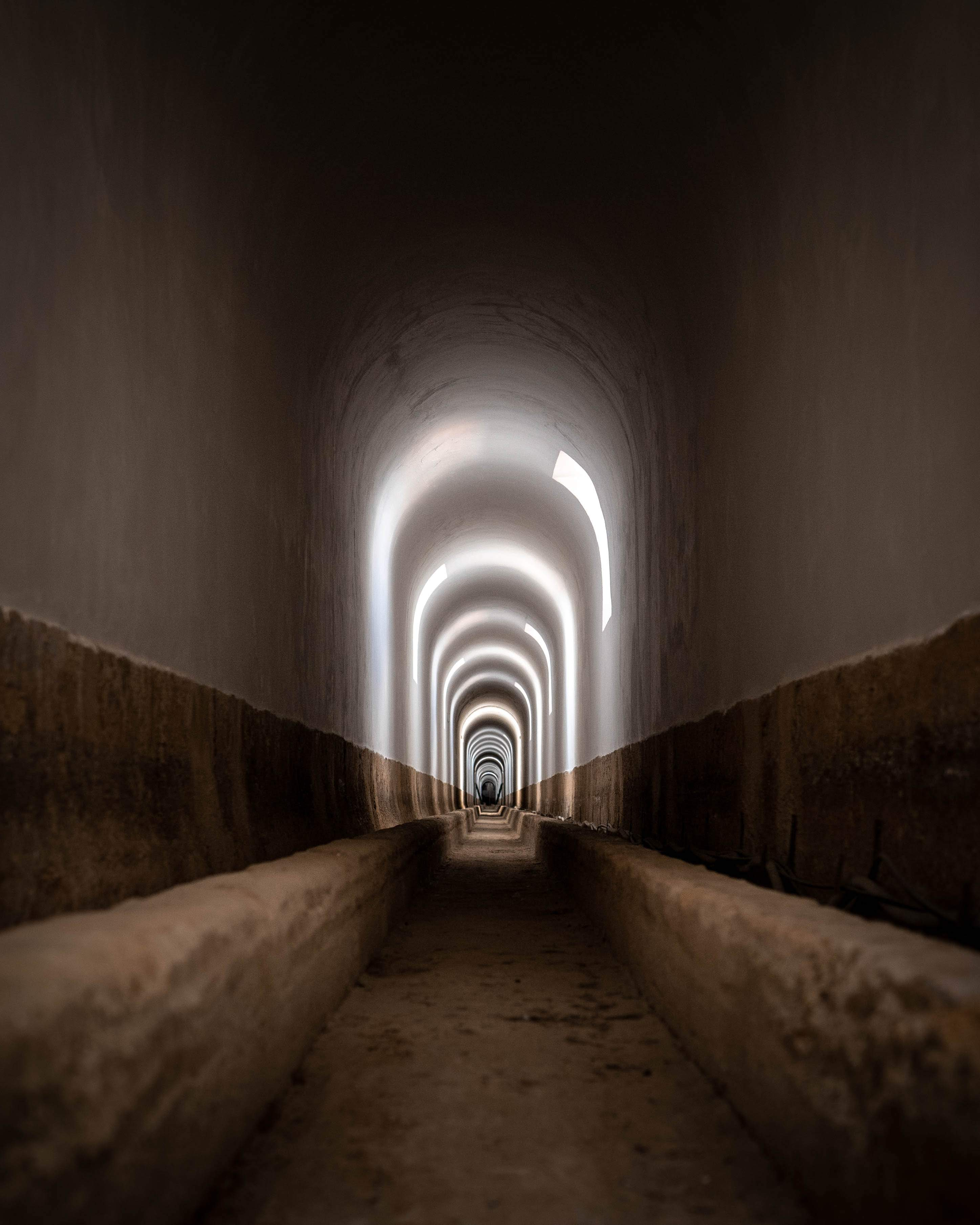
Галерея водотока
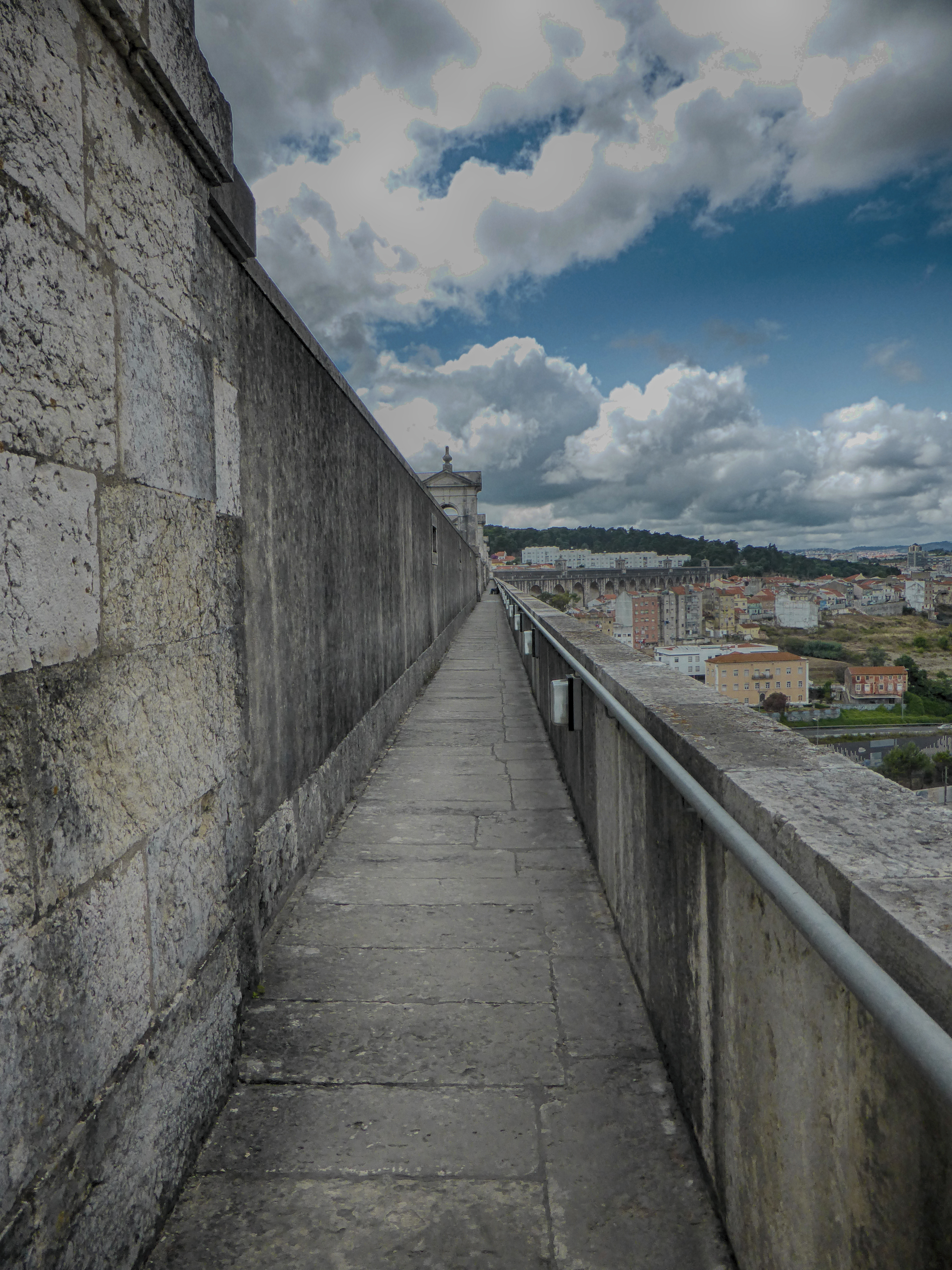
Боковой пешеходный коридор
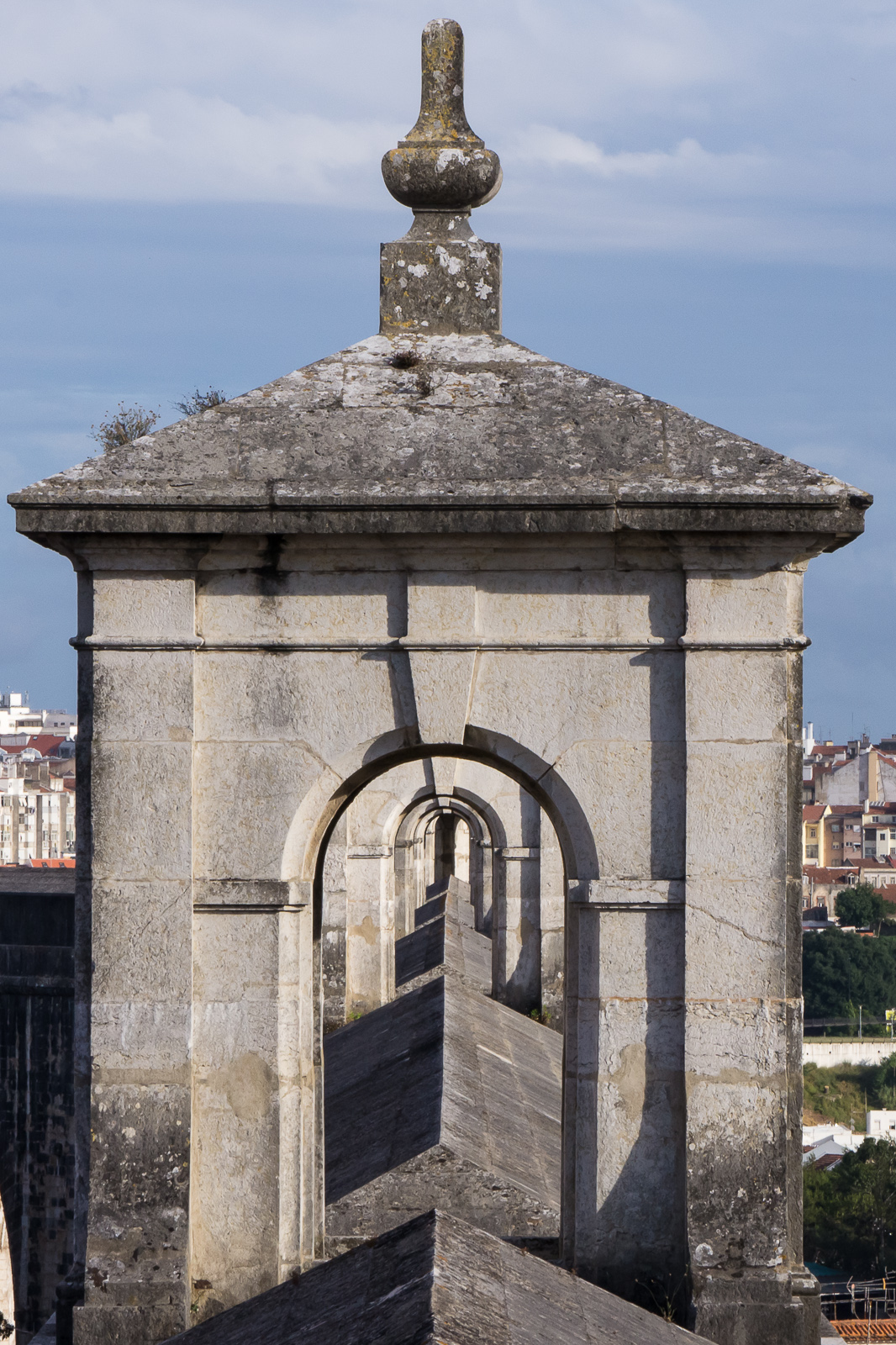
Башни световых люков

## Эксплуатация
В 1748 году, ещё до завершения строительства, акведук начал подавать воду в целую сеть фонтанов, построенных в городе. Во времена правления Жозе I и Марии I сеть каналов и фонтанов была значительно расширена из-за растущих потребностей в воде, вызванных ростом населения города.
Когда на город обрушилось Лиссабонское землетрясение 1 ноября 1755 года, новый акведук уцелел.
После 1880-х годов значение акведука значительно снизилось из-за возросшего использования вод реки Алвиела. Однако он оставался действующим до 1967 года в качестве трубопровода, который транспортировал воду из других источников. Трубопровод был выведен из эксплуатации в 1968 году.
Ныне акведук является частью столичного Музея воды.

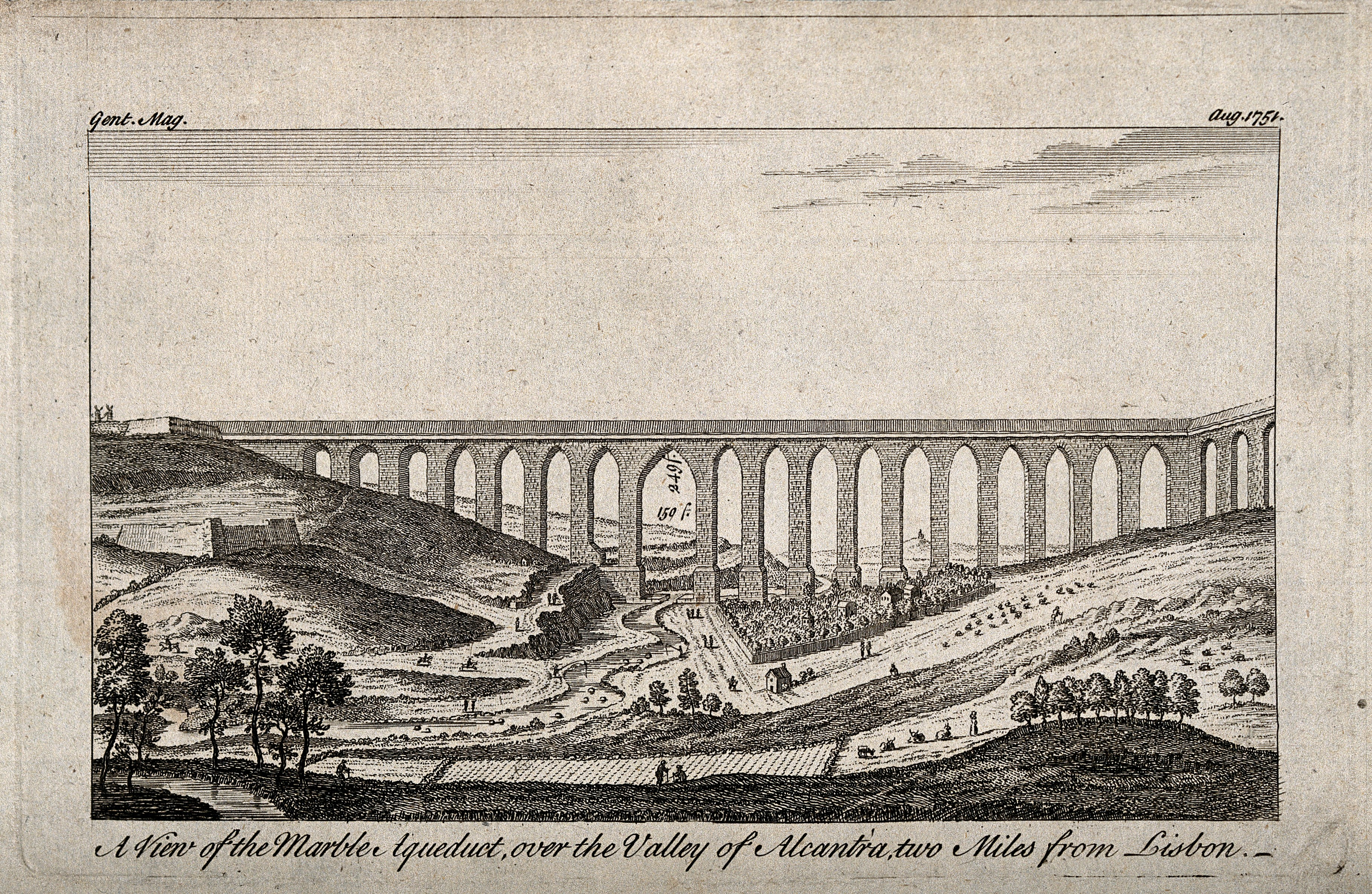
Гравюра (1751)
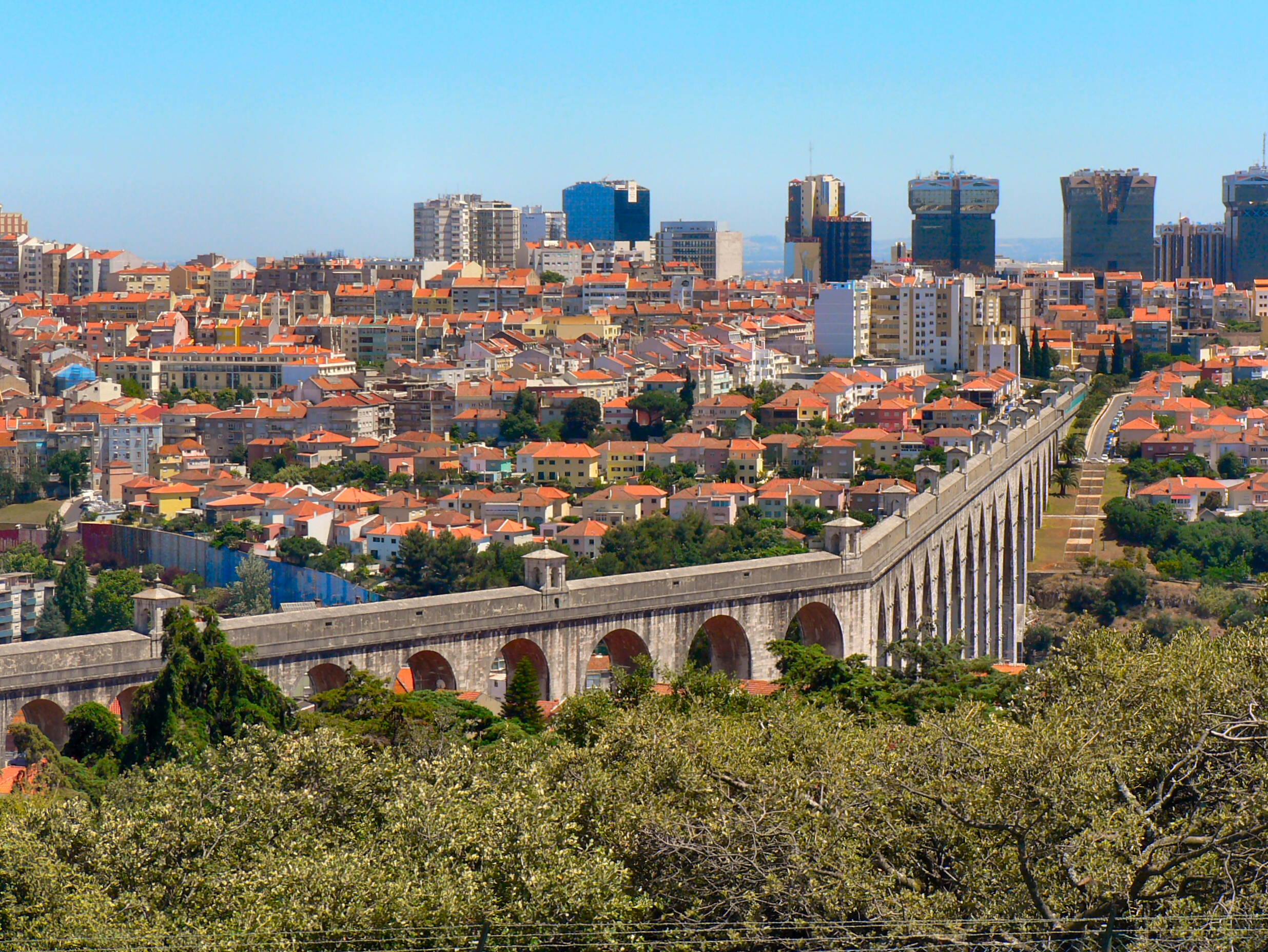
Панорамный вид
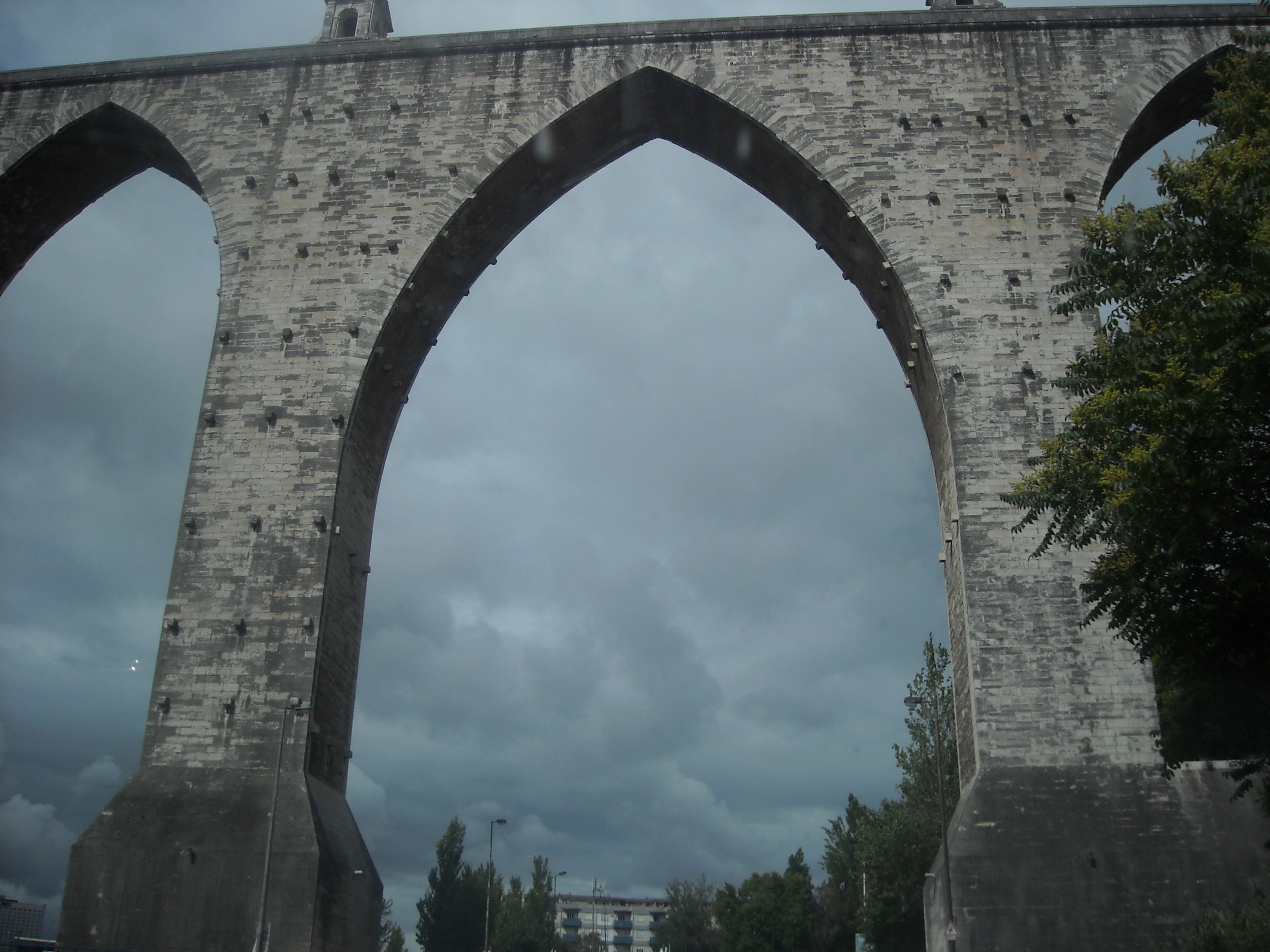
Главная арка
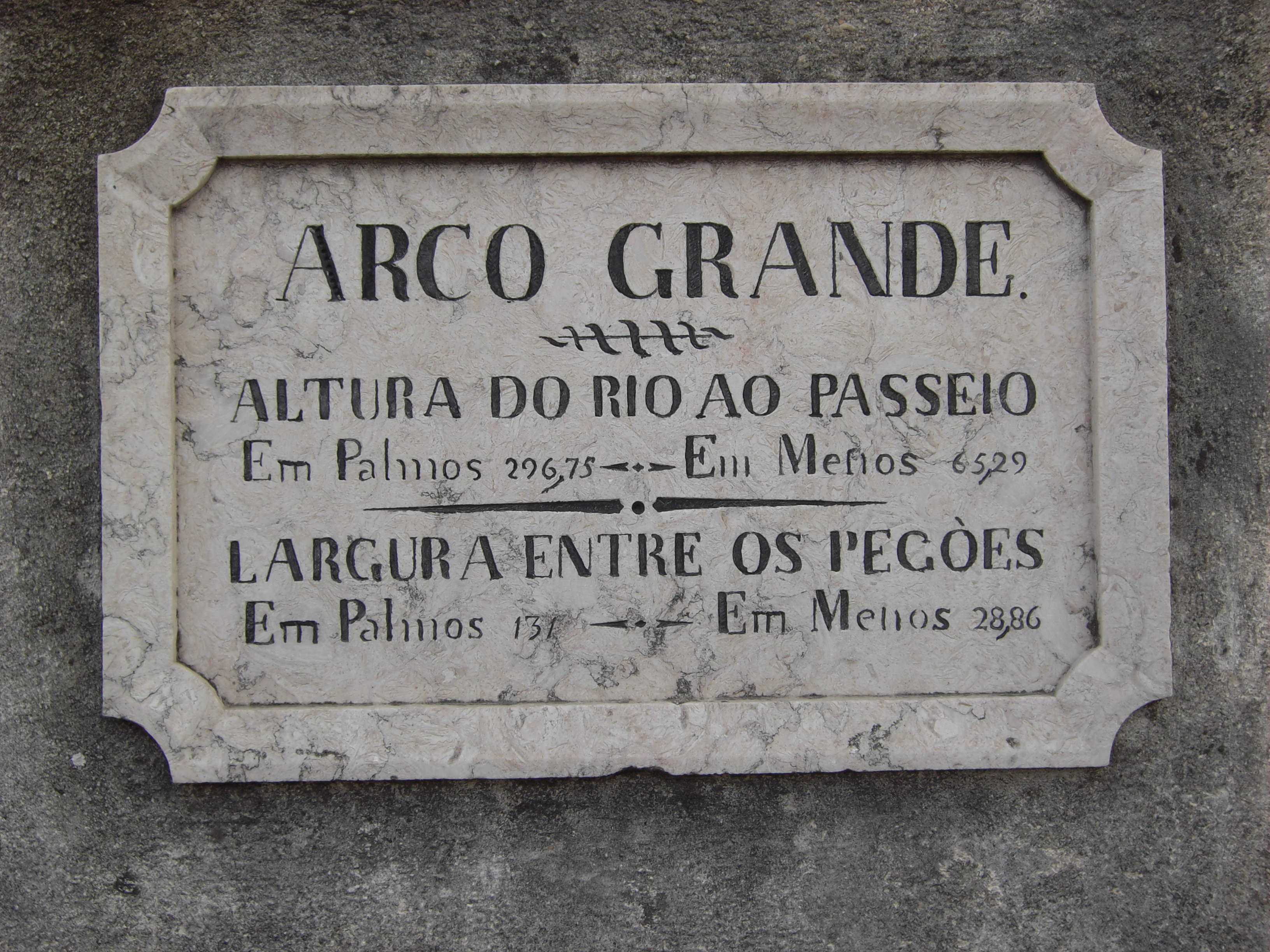
Памятная табличка на главной арке